# Порту (округ)
Округ Порту (порт. Distrito do Porto) — округ в северной Португалии. Округ состоит из 18 муниципалитетов. Входит в Северный регион. Распределён между 3 статистическими субрегионами: Аве, Большой Порту, Тамега. В состав округа входит также городская агломерация Большой Порту. Ранее входил в состав провинции Дору-Литорал.
Административный центр — город Порту.
Территория — 2332 км². Население — 1 817 172 человека (2011). Плотность населения — 779,23 чел./км².

## География
Регион граничит:
- на севере — округ Брага
- на востоке — округ Вила-Реал
- на юге — округа Визеу и Авейру
- на западе — Атлантический океан

## Муниципалитеты
Округ включает в себя 18 муниципалитетов:
1. Трофа
2. Паредеш
3. Байан
4. Пенафиел
5. Гондомар
6. Пасуш-де-Феррейра
7. Повуа-де-Варзин
8. Вила-Нова-де-Гайа
9. Майа
10. Фелгейраш
11. Порту
12. Лозада
13. Амаранте
14. Валонгу
15. Матозиньюш
16. Санту-Тирсу
17. Марку-де-Канавезеш
18. Вила-ду-Конде